# (952) Caia
(952) Caia ist ein Asteroid des Hauptgürtels, der am 27. Oktober 1916 vom russischen Astronomen Grigori Nikolajewitsch Neuimin in Simejis entdeckt wurde.
Benannt ist der Asteroid nach einer Figur aus dem Roman Quo Vadis von Henryk Sienkiewicz.